# Mayetiola floridensis
Mayetiola floridensis är en tvåvingeart som först beskrevs av Ephraim Porter Felt 1921.  Mayetiola floridensis ingår i släktet Mayetiola och familjen gallmyggor.
Artens utbredningsområde är Florida. Inga underarter finns listade i Catalogue of Life.